# 152657 Yukifumi
152657 Yukifumi è un asteroide della fascia principale. Scoperto nel 1997, presenta un'orbita caratterizzata da un semiasse maggiore pari a 2,6046497 UA e da un'eccentricità di 0,2403720, inclinata di 5,15225° rispetto all'eclittica.